# Haplochromis snoeksi
Haplochromis snoeksi är en fiskart som beskrevs av Wamuini Lunkayilakio och Emmanuel Vreven 2010. Haplochromis snoeksi ingår i släktet Haplochromis och familjen Cichlidae. Inga underarter finns listade i Catalogue of Life.